# Atenció a la dependència a Aragó
L'atenció a la dependència a Aragó ha tingut un desenvolupament normatiu com les altres comunitats autònomes.

## Després de la llei de dependència
Les Ordres de 15 de maig de 2007 i de 5 d'octubre de 2007 regularen el procediment per al reconeixement de la situació de dependència. L'Ordre de 7 de novembre de 2007 regula l'accés als serveis i prestacions i contempla que es tornen els diners rebuts que no li corresponien al beneficiari amb la característica que es podrà tornar de manera fraccionada si l'Institut Aragonès de Serveis Socials ho considera tenint en compte la situació socioeconòmica.